# DCTN1
DCTN1‏ (Dynactin subunit 1) هوَ بروتين يُشَفر بواسطة جين DCTN1 في الإنسان.